# Patrick Bouffard
Pour les articles homonymes, voir Bouffard.
Patrick Bouffard est un vielleur français né en 1963. 
Inspiré par la tradition de vielle bourbonnaise, Bouffard contribue à perpétuer la lignée des vielleux du Centre-France par un jeu percutant et gras. Aux antipodes de Marc Anthony ou encore Gilles Chabenat, il cherche également à perpétuer la vielle acoustique par des mélanges de styles musicaux (Europe centrale et Orient).

## Discographie

### Trio Patrick Bouffard et solo
- 1990 : Musiques pour vielle à roue en Auvergne et Bourbonnais, éd. AMTA/Ocora - Radio France.
- 1993 :  Chez Jeunesse Live Trio Patrick Bouffard (avec Cyril Roche: accordéon diatonique et Benoit Mager: cornemuse 20 pouces),  Cassette éd. AMTA.
- 1996 : Revenant de Paris, Trio Patrick Bouffard & Anne-Lise Foy,  éd. originale chez Acousteack, label de Boucherie Productions. réédité en 2003 chez Modal.
- 1997 : Rabaterie, Trio Patrick Bouffard & Anne-Lise Foy,  éd. originale chez Acousteack, label de Boucherie Productions. réédité en 2003 chez Modal.
- 1999 : Roots'n Roll .
- 2001 : Transept,  éd. Modal.
- 2003 : En bal, Trio Patrick Bouffard & Anne-Lise Foy  éd. Modal.
- 2005 : Transept - second prélude,  éd. Modal.
- 2010 : Force Mineur, Patrick Bouffard en Trio,  éd. Buda musique.

### Avec La chavannée
- 1984 : Coup de quatre, formation "Vielleux du Bourbonnais", Prix de l'Académie Charles Cros 1985
- 1986 :  Rage de Danse. AMTA/ La Chavannée

- 1992 :  Cotillon
- 1994 :  Chants de mariniers
- 1998 :  Bateau doré

- 2006 :  Avant soleil levé

### AvecRoland Becker
- 2000 :  Er roué Stevan

## Composititions

### bourrée deux temps
- Le Foyer Home Dome, bourrée 2 temps, album Musiques pour vielle à roue
- L'aube, bourrée 2 temps, album Musiques pour vielle à roue
- Tout en allant, bourrée 2 temps, album Musiques pour vielle à roue
- Rabaterie, bourrée 2 temps, album En bal
- Dromadaire, bourrée 2 temps, album En bal

### bourrée trois temps
- La bobine, bourrée 3 temps
- Le loubard des couches, bourrée 3 temps, album Musiques pour vielle à roue
- Black os, bourrée 3 temps, album Musiques pour vielle à roue
- Tiennet, bourrée 3 temps, album Musiques pour vielle à roue
- Chevreuils, bourrée 3 temps, album En bal

### valse
- Valse nouvelle, album Musiques pour vielle à roue
- Valse à Bouffard, album Musiques pour vielle à roue
- Saint-Jean, album En bal
- La rivière, album En bal

### scottish
- Les herbes, album En bal
- Lachine, album En bal

### polka
- Rythme "Ricardos", Polka, album Musiques pour vielle à roue